# Horst Bergemann
Horst Robert Wilhelm Bergemann (* 28. Mai 1917 in Bromberg, Königreich Preußen; † 10. Oktober 1978 in Köln) war ein deutscher Manager.
Bergemann legte 1936 in Potsdam sein Abitur ab. Im Anschluss absolvierte er seinen Militärdienst und nahm als Offizier am Zweiten Weltkrieg teil. 1947 wurde Bergemann aus der Kriegsgefangenschaft entlassen und trat eine Stelle als Zivilbeschäftigter bei den in Deutschland stationierten Streitkräften der Vereinigten Staaten an. Dort war er zwölf Jahre lang tätig, bevor er 1959 als Spezialist für Arbeitsplatzbewertung bei Ford eintrat. Im August 1973 verkündete er in seiner Rolle als Personalvorstand die Entlassung von 300 türkischen Gastarbeitern, woraufhin es zu einem wilden Streik kam.
Im März 1975 wurde Bergemann zum Direktor für das Personal- und Sozialwesen bei den Kölner Ford-Werken ernannt. Bergemann war zudem Vorstandsmitglied der Bundesanstalt für Arbeit und von 1974 bis 1978 Vorsitzender des Arbeitgeberverbandes der Metall- und Elektroindustrie Köln. Am 9. November 1977 wählte ihn das Kuratorium der Bundesanstalt für Arbeitsschutz und Unfallforschung in Dortmund zu ihrem neuen Vorsitzenden. 
Bergemann war Präsident des Tennis-Club Ford Köln. 1951 hatte er in Frankfurt Gertraud Konietzko geheiratet. Er starb im Alter von 61 Jahren in einem Kölner Krankenhaus.

## Ehrungen
- 1978: Verdienstkreuz 1. Klasse der Bundesrepublik Deutschland[5]